# Algimantas Gradeckas
Algimantas Gradeckas (* 3. März 1934 in Inkliuzai, Wolost Šimoniai, jetzt Rajongemeinde Kupiškis) ist ein litauischer Forstwissenschaftler und Professor.

## Leben
Nach dem Abitur  an der Mittelschule  absolvierte Gradeckas 1958 das Diplomstudium des Forstwirtschaftsingenieurwesens und danach die Aspirantur. 1967 promovierte er über die Aufforstung  zum Thema Didelio produktyvumo eglės želdinių įveisimas Lietuvos TSR miškuose am Technologischen Institut in Belarus und 1988 habilitierte zum Thema Didelio produktyvumo medynų atkūrimo Pietų Pabaltijyje ekologiniai pagrindai am Forsttechnik-Institut in Moskau. Von 1952 bis 1960 arbeitete in den Forstbetrieben (Leschos) Šilutė, Kretinga, Neringa. Ab 1960 war er wissenschaftlicher Mitarbeiter am Miškų institutas, wo er ab 1988 den Aufforstungssektor leitete. Ab 1994 lehrte er an der Žemės ūkio akademija, ab 1996 an der Lietuvos žemės ūkio universitetas. 1996 wurde er Professor.

## Bibliografie
- Lietuvos TSR miškų ūkis, su kitais, 1968 m.
- Miško želdinimas, su kitais, 1991 m.